# Massa joviana

Mides relatives del planeta Júpiter i les nanes marrons Gliese 229B i Teide 1

La massa joviana o massa de Júpiter (MJ o MJUP), és una unitat de massa equivalent a la massa total del planeta Júpiter (1,8986×1027 kg, o 317,83 masses terrestres; 1 massa terrestre equival a 0,00315 masses jovianes). La massa de Júpiter s'utilitza per descriure masses de gegants gasosos, com la dels planetes exteriors i exoplanetes. També s'utilitza per descriure nanes marrons.
Al sistema solar, les masses dels planetes exteriors serien:
- Júpiter – 1,000
- Saturn – 0,299
- Urà – 0,046
- Neptú – 0,054

Una massa de Júpiter també es pot convertir a unitats relacionades:
- 25.839 masses lunars (ML)
- 317,83 masses terrestres (M⊕)[1]
- 0,0009546 masses solars (M⊙)